# Verband der Filmverleiher
Der Verband der Filmverleiher e. V. (VdF) ist die Interessenvertretung der deutschen Filmverleiher. Ein weiterer Branchenverband, in dem sich die unabhängigen Filmverleiher organisieren, ist die AG Verleih.

## Geschichte
Vorläuferorganisation des VdF war der bereits 1946 gegründete Verband norddeutscher Filmverleiher mit Sitz in Hamburg. Der Verband der Filmverleiher wurde 1948 in Wiesbaden gegründet, maßgeblich auf Betreiben des Juristen Horst von Hartlieb. Der Eintrag ins Vereinsregister erfolgte am 26. Mai 1948.
Während zu Anfang nur die deutschen Verleiher Mitglieder des Verbandes waren, traten die amerikanischen Major-Verleihe erst am 3. August 1950 dem VdF bei.
Im Jahr 1993 gab Horst von Hartlieb nach 45 Jahren seinen Posten als geschäftsführendes Mitglied des VdF-Vorstandes ab. Der geschäftsführende Vorstand besteht seit November 2015 aus Martin Bachmann (Sony Pictures), Vincent de La Tour (Twentieth Century Fox), Oliver Koppert (Constantin Film) und Peter Sundarp (Central Film).
Im Jahr 2006 zog der Verband nach Berlin um. Stand 2017 hat der VdF 27 Mitglieder.

## Tätigkeitsbereiche
Der Verband vertritt die Interessen der Filmverleiher in gemeinsamen Angelegenheiten nach außen. Dies umfasst insbesondere die Repräsentanz des Filmverleihs im In- und Ausland sowie vor Behörden, öffentlichen Stellen und Angehörigen und Verbänden anderer Filmsparten.
Er vertritt weiterhin die Filmverleiher in anderen Institutionen der Filmwirtschaft wie der Spitzenorganisation der Filmwirtschaft (SPIO) und der Filmförderungsanstalt (FFA).
Der Verband koordiniert außerdem Maßnahmen zur Aufdeckung, Beseitigung und Vermeidung von Missständen auf dem Gebiet der Vertragserfüllung bei den Filmverleihern und ihren Vertragspartnern.
Der VdF ist Gesellschafter der Verwertungsgesellschaft für Nutzungsrechte an Filmwerken (VGF) und der Initiative Vision Kino. Gemeinsam mit dem HDF Kino und dem Multiplexverband Cineropa e.V. ist der VdF auch an der Zukunft Kino Marketing GmbH beteiligt.